# Rhododendron-Park Bremen
Der Rhododendron-Park in Bremen bietet auf einer Fläche von 46 Hektar eine einzigartige Sammlung an Rhododendren und Azaleen. Von den weltweit ca. 1.000 verschiedenen Rhododendronwildarten wachsen hier und in der botanika mehr als 600. Daneben werden den jährlich ca. 300.000 Besuchern etwa 3.500 gezüchtete Sorten präsentiert. Damit besitzt der Rhododendron-Park Bremen die größte Sammlung an Rhododendron-Arten und -Sorten der Welt. Die Hauptblütezeit der Rhododendron und Azaleen im Park liegt witterungsabhängig etwa zwischen Ende April und Mitte Juni.
Blühende Pflanzen bietet der Rhododendron-Park allerdings während der gesamten Vegetationsperiode, insbesondere in dem Botanischen Garten und in dem Rosengarten, die in den Park integriert sind. An geeigneten Stellen wurden unmittelbar vor Rhododendronbüsche Hortensienbüsche gesetzt, um auch im Sommer farbliche Abwechslung in ansonsten nahezu gleichförmig grüne Partien des Parks zu bringen.
Die Deutsche Rhododendron-Gesellschaft hat ihre Geschäftsstelle im Bremer Rhododendronpark.

## Geschichte
1911 kaufte Bremen den dortigen Rickmers Park. Auf diesem Gelände der ehemaligen Landgüter Rickmers und Allmers standen um 1890 als Wildpark gepflanzte Bäume, vor allem Eichen, aber auch Buchen, Eschen und Fichten. Diese Bäume bieten noch heute den Rhododendron Schatten und Windschutz. Günstige klimatische Bedingungen und Standortverhältnisse für Rhododendron und immergrüne Laubgehölze und das nahegelegene Oldenburger Baumschulgebiet, das auf die Anzucht dieser Pflanzen spezialisiert ist, waren günstige Voraussetzungen, um hier einen „Prüfungs- und Sichtungsgarten für Rhododendron“ anzulegen. 1935 gründete sich die Deutsche Rhododendron-Gesellschaft in Bremen; ihr erster Präsident war Oberst a. D. Arnold von Engelbrechten. Durch den Bau der Reichsautobahn (heutige A 27) in den 1930er Jahren wurde der östliche Teil des Rickmers Park vom übrigen Park abgetrennt.
Nach einjähriger Bauzeit konnten im Juni 1937 die ersten 2 ha Park eingeweiht werden. Bis 1938 stand der größte Teil der 4000 Pflanzen, und 1939 konnte der 2. Bauabschnitt eröffnet werden. Danach kamen die Arbeiten kriegsbedingt zum Erliegen.
Im August 1940 wurde die 1935 von Ernst Gorsemann geschaffene Bronzeplastik Wisent im Rhododendronpark aufgestellt.
1949/50 entstand das Terrarium, 1960 das Terrassencafé und 1964 der Heidegarten.
1972 begann der Bau von 960 m² großen Gewächshäusern für die nicht winterharten tropischen und subtropischen Rhododendron-Arten. Begonnen wurde mit dem nach dem ersten Bürgermeister Bremens nach dem Zweiten Weltkrieg Wilhelm Kaisen benannten Gewächshaus. 1974 folgte das Eduard-Nebelthau-Haus und weitere von der Deutschen Rhododendron Gesellschaft geförderte Gewächshäuser.
Nach der 1976 erfolgten Gründung des Vereins der Freunde des Rhododendronparks wurde 1978 das Rhododendron-Café eröffnet.
1980 wurde das Azaleenmuseum eingeweiht.
1984 wurde eine ca. 11 Hektar große Fläche nördlich des Parks angekauft, um diese langfristig für die sich ständig erweiternde Sammlung zu gestalten.
1986 wurde das Martin-F.-Mende-Haus eingeweiht, das die größer gewordene Sammlung Indischer Azaleen aufnahm.
1990 konnte nach vielen Jahren Bauzeit der Rhododendron-Steingarten fertiggestellt werden.
1991 wurde ein erster kleiner Teil des Erweiterungsgeländes der Öffentlichkeit übergeben.
1998 folgte die Einweihung des vom Gartenarchitekten Eckhard Brülle entworfenen 10.000 Quadratmeter großen Rosengartens im Erweiterungsgelände.
1999 wurden im Rahmen der Planungen für ein Rhodarium, bei dem in mehreren modernen Glashäusern und einem integrierten Informationszentrum alle bisher vereinzelten und technisch wie biologisch nicht mehr tauglichen Gewächshäuser zusammengefasst werden sollten, auch ein neuer 2.500 Quadratmeter großer Komplex von Anzuchtgewächshäusern gebaut.
2000 wurde nach Planungen des Gartenarchitekten Karl-Peter Schreckenberg mit dem Bau des ca. 10 Hektar großen Erweiterungsgeländes begonnen, in dem zahlreiche Themengärten (u. a. Garten der züchterischen Neuheiten, Bonsai-Garten, Duftgarten), neue Flächen für das erweiterte Rhododendronsortiment, eine Baumschule, ein großer See sowie ein großer Kinderspielplatz entstanden. Dieses Gelände wurde am 20. April 2002 eingeweiht.
Am 6. Juni 2003 wurde inmitten des Rhododendron-Parks die botanika als Deutschlands größtes Naturerlebniszentrum eröffnet. Die botanika zeigt in ausgedehnten asiatischen Landschaften unter Glas die Blütenvielfalt der tropischen und subtropischen Rhododendron und vermittelt vertieftes Wissen zur Bedeutung der biologischen Vielfalt.
Im Herbst 2003 wurde das von der Soziologin Witha Winter von Gregory initiierte Projekt Garten der Menschenrechte eingeweiht.
Aufgrund der erheblich gesteigerten Attraktivität des Parks und der angesichts der erforderlichen Sparmaßnahmen des Bremer Senats nötigen Einsparmaßnahmen beim Pflege-Etat des Parks hatte der Bremer Senat beschlossen, während der Blütezeit ab dem 1. April 2006 Eintritt für den Park zu verlangen. Nach Bürgerprotesten wurde die Verfügung noch vor Beginn der Maßnahme außer Kraft gesetzt.
Im Jahr 2008 wurde zur Erhaltung des Parks auf Initiative eines privaten Horner Spenders eine Stiftung gegründet, an der sich die Stadtgemeinde Bremen mit zwei Dritteln beteiligt. Mit Gründung der mit 30 Mill. Euro Stiftungskapital ausgestatteten Stiftung ging der Rhododendron-Park in das Eigentum der Stiftung über, die ab 2009 die Pflege und Fortentwicklung des Rhododendron-Parks übernahm. Die botanika wird seitdem von der botanika GmbH betrieben und von der Stiftung botanika in der Erhaltung und Präsentation der nicht winterharten Rhododendron-Sammlung unterstützt.

## Botanischer Garten
In der Mitte der Parkanlage liegt der Botanische Garten. Der erste Botanische Garten der Stadt war 1905 von Franz Schütte gestiftet und von Georg Bitter angelegt werden. Er bestand bis 1935 am Osterdeich (an der heutigen Georg-Bitter-Straße). 1936 wurde der Garten neben den Rhododendron-Park verlegt, konnte jedoch erst 1950 fertiggestellt werden. Präsentiert wird die Vielfalt der heimischen Flora und Pflanzen aus anderen Kontinenten. Im Botanischen Garten befindet sich eine Sonnenuhr des Bildhauers August Tölken.
Seit Mai 2012 wird in der Nähe des Entenfutterplatzes ein Aquarota zur biotechnischen Entschlammung und Sedimentbelüftung  des Teiches betrieben.

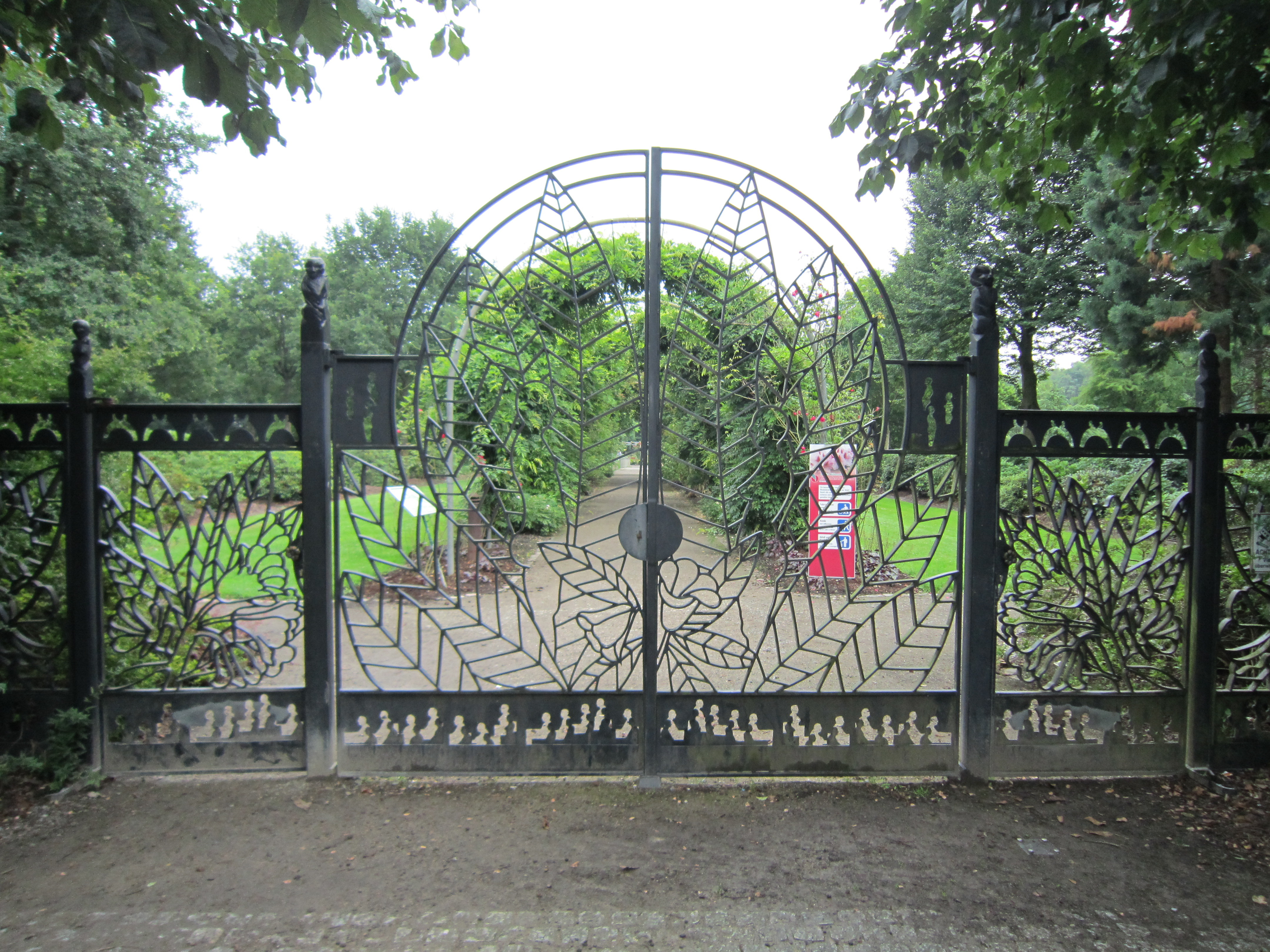
Eingang Ronzelenstraße

## Zugang
Der Park liegt in Bremens Stadtteil Horn-Lehe und hat mehrere Eingänge: Der Haupteingang liegt an der Marcusallee gegenüber von Nr. 41, weitere sind Marcusallee 60, Deliusweg 40, Horner Heerstraße 15, Am Ende der Bandelstraße, Am Ende der Ronzelenstraße bei der Schule sowie an der Berckstraße vor dem Sportgelände Fritzewiese.
Der Park ist ganzjährig geöffnet, ebenso die botanika und das Restaurant Bloom. Der Eintritt in den Park ist frei.

## Ansichten des Parks

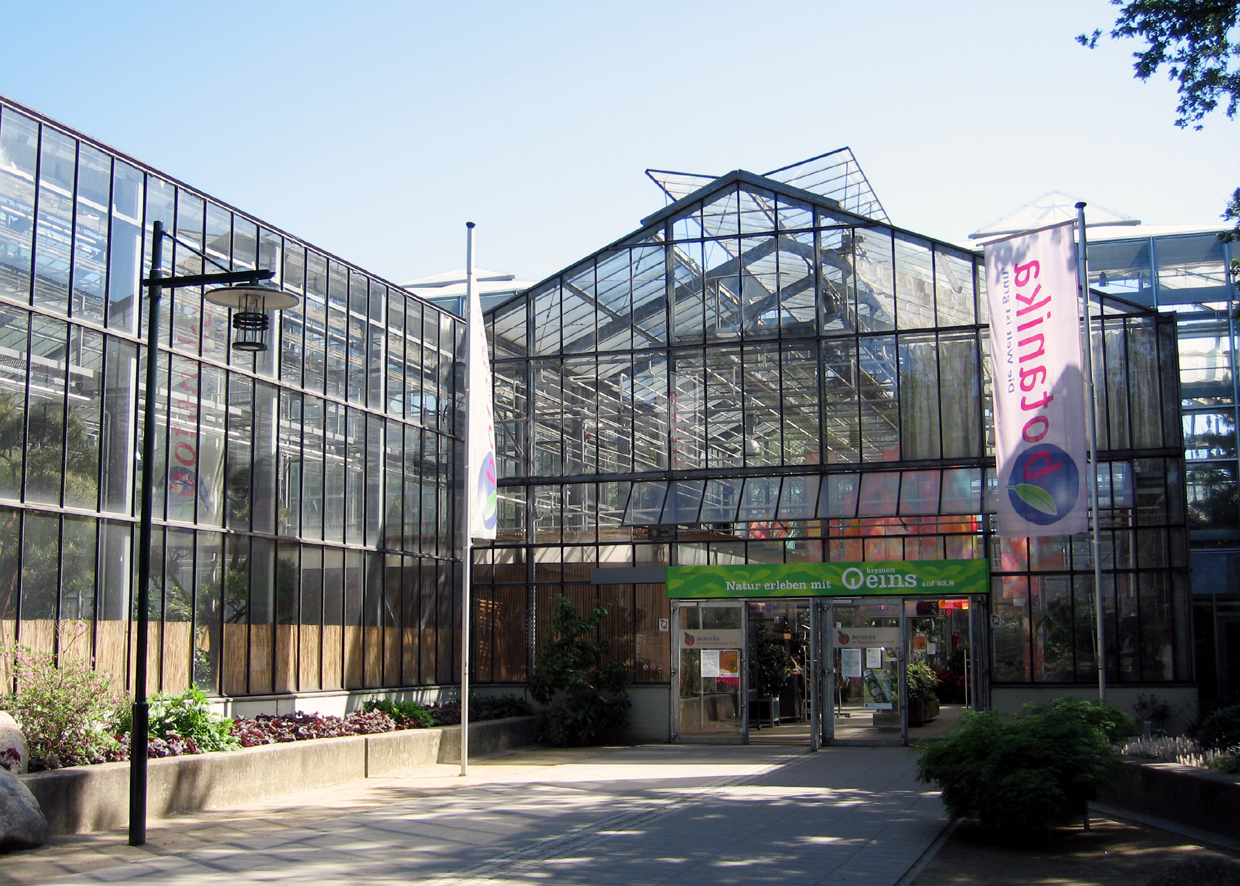
botanika
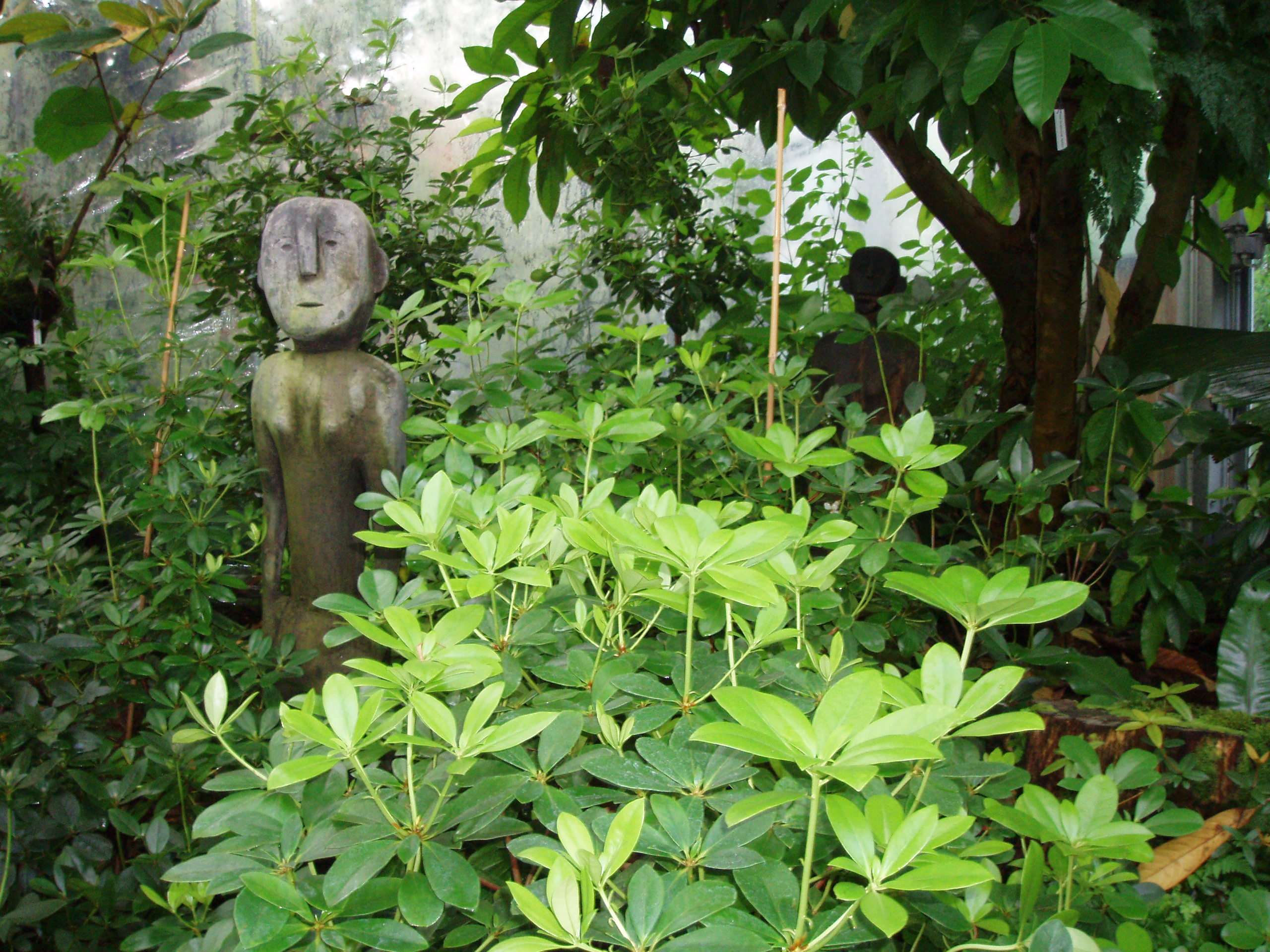
In der botanika
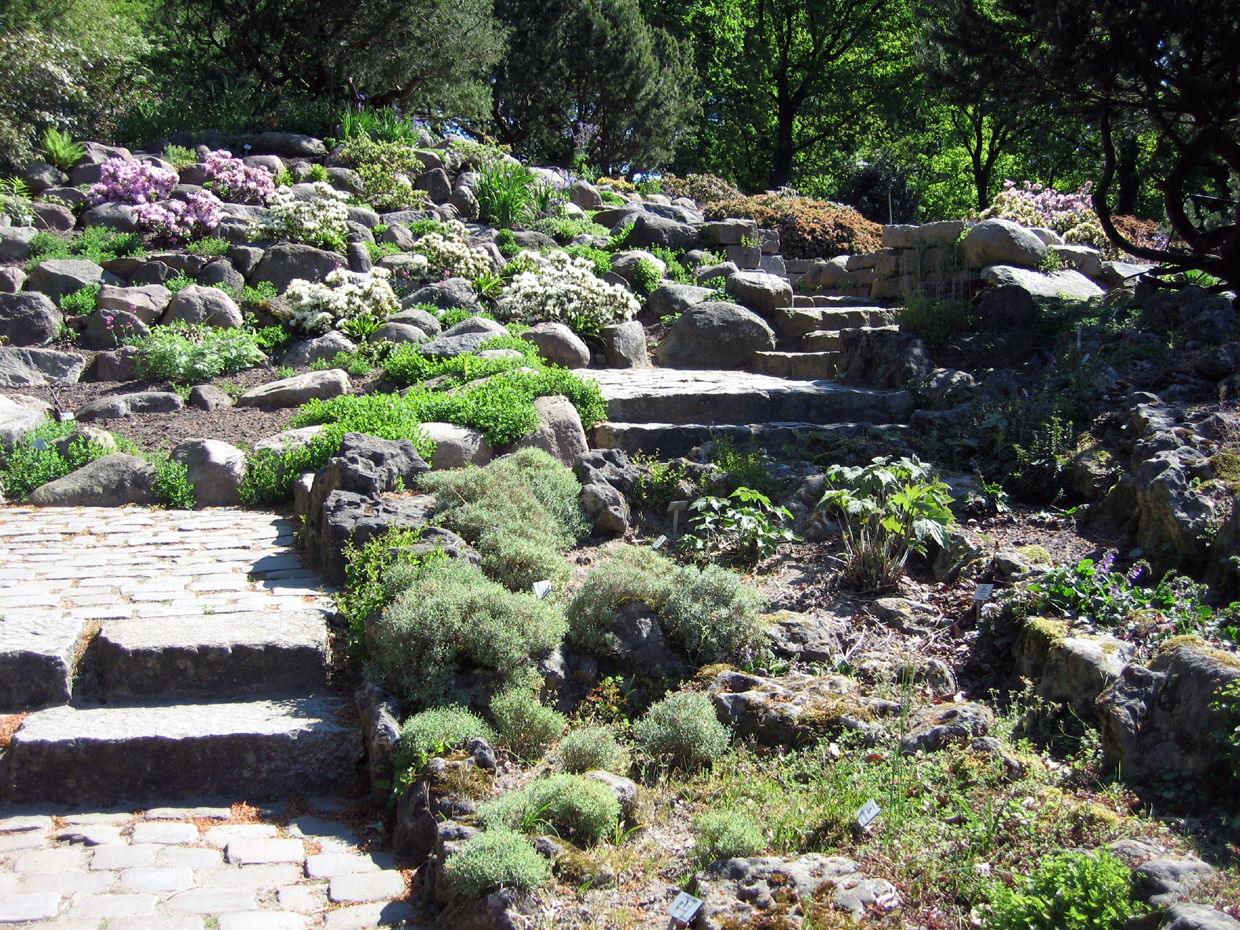
Alpinum
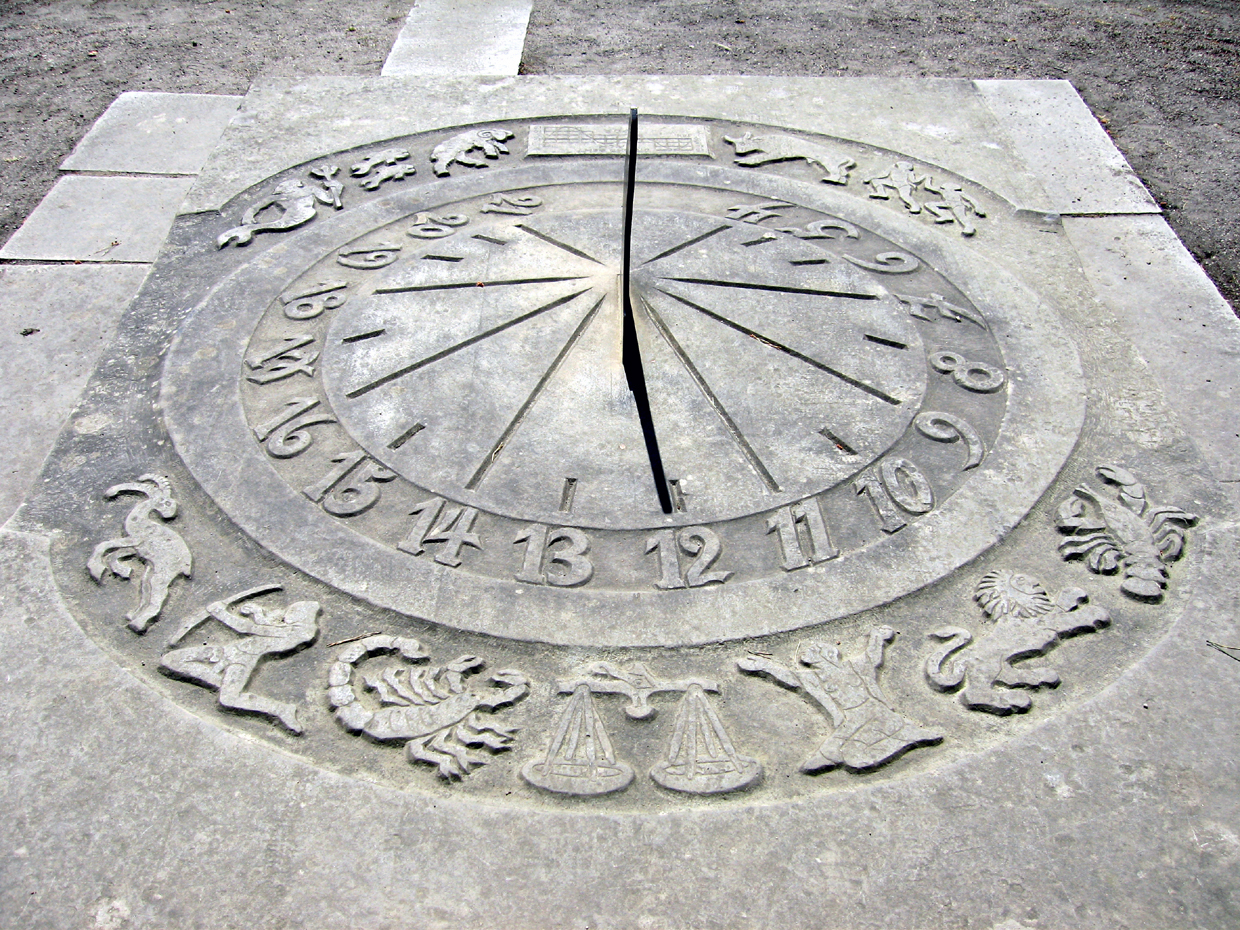
Sonnenuhr
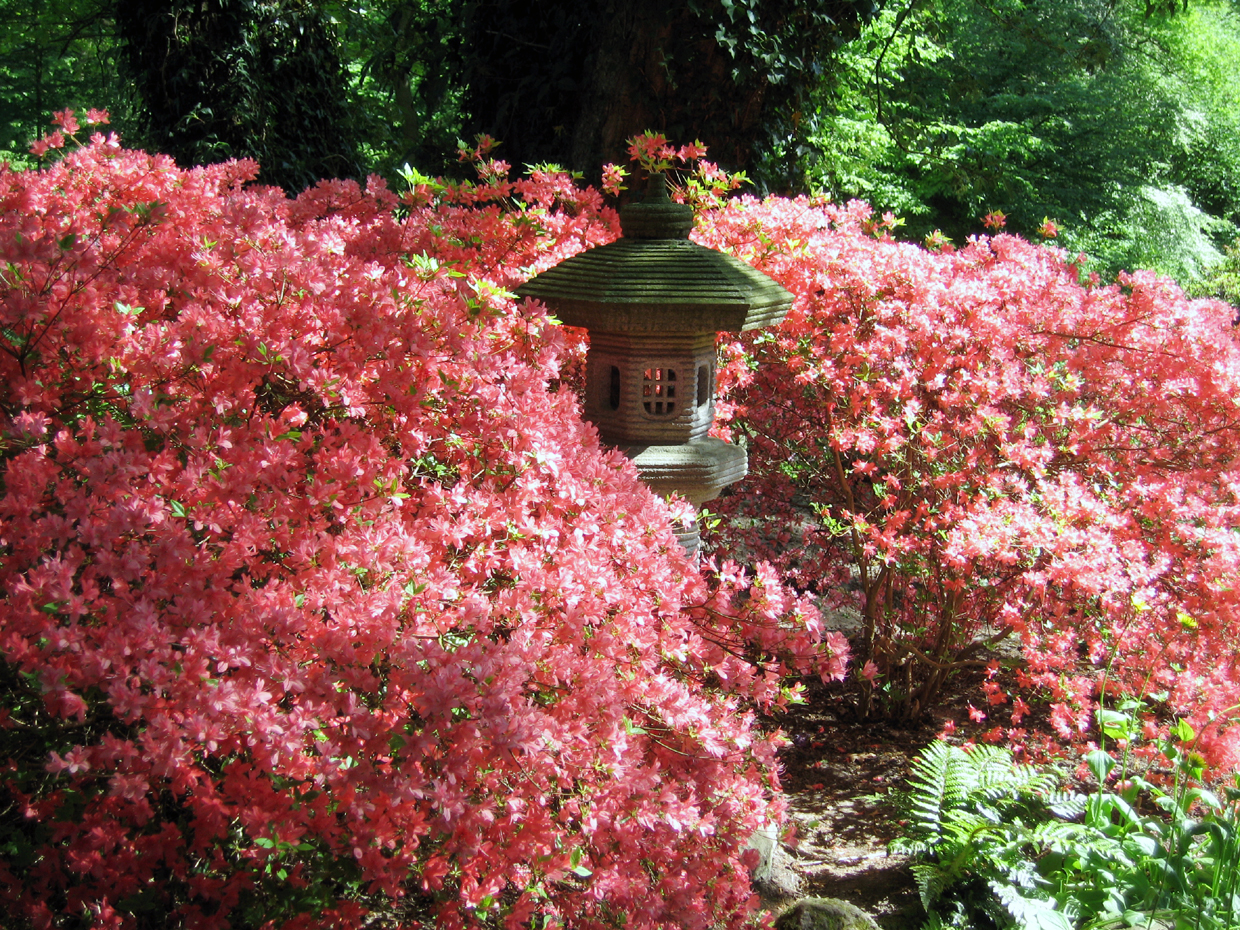
Japanische Steinlaterne
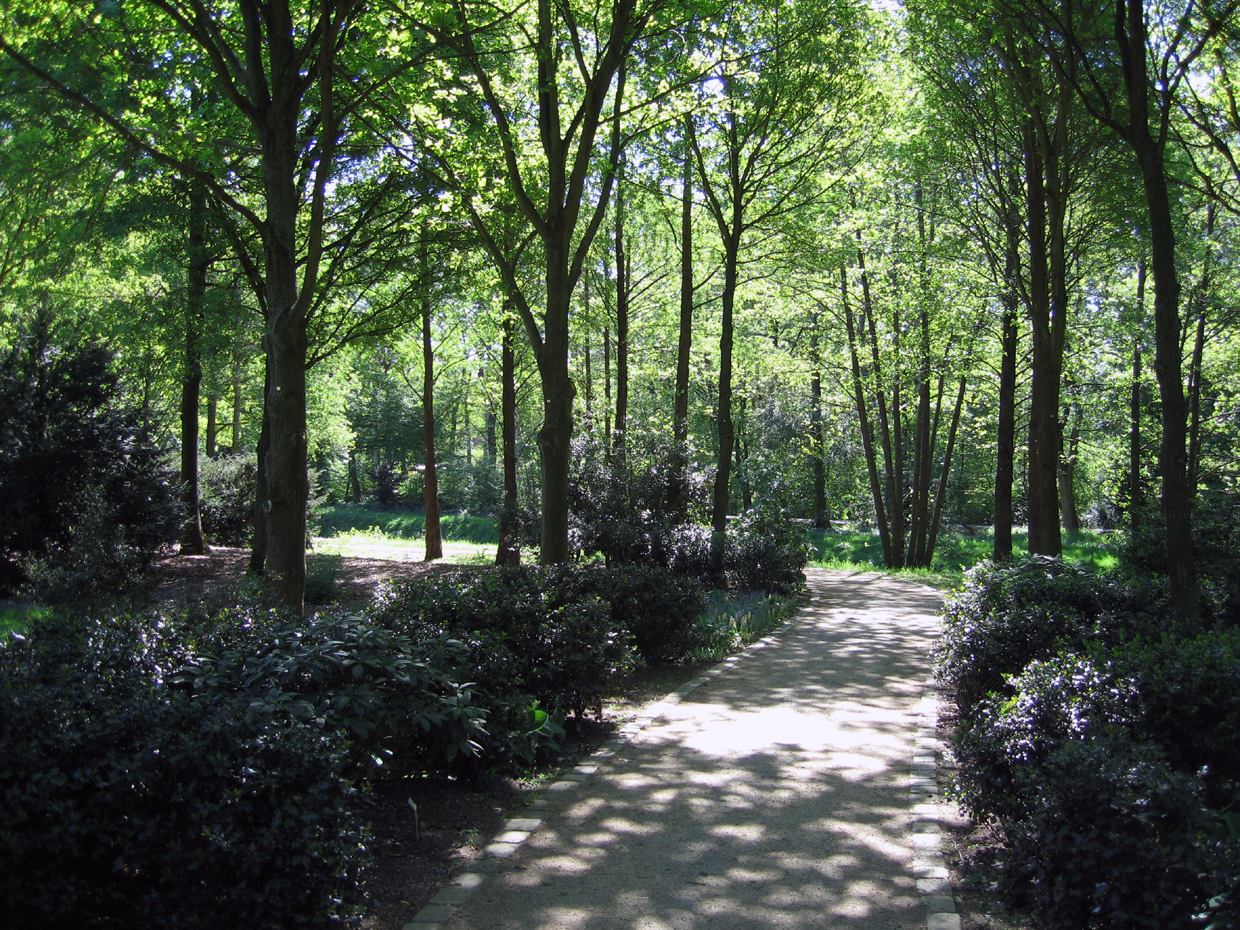
Ehrenhain
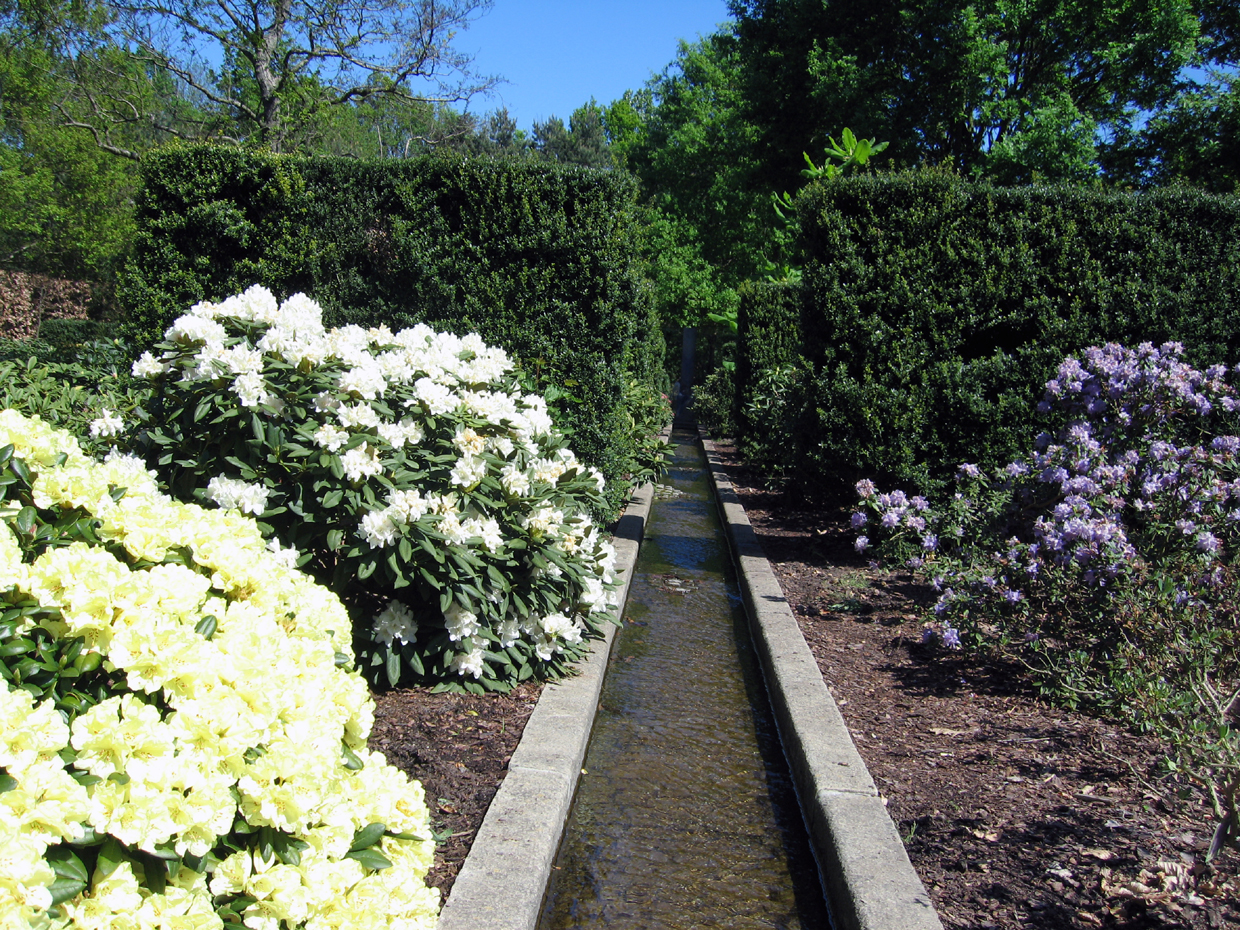
Neuheitengarten
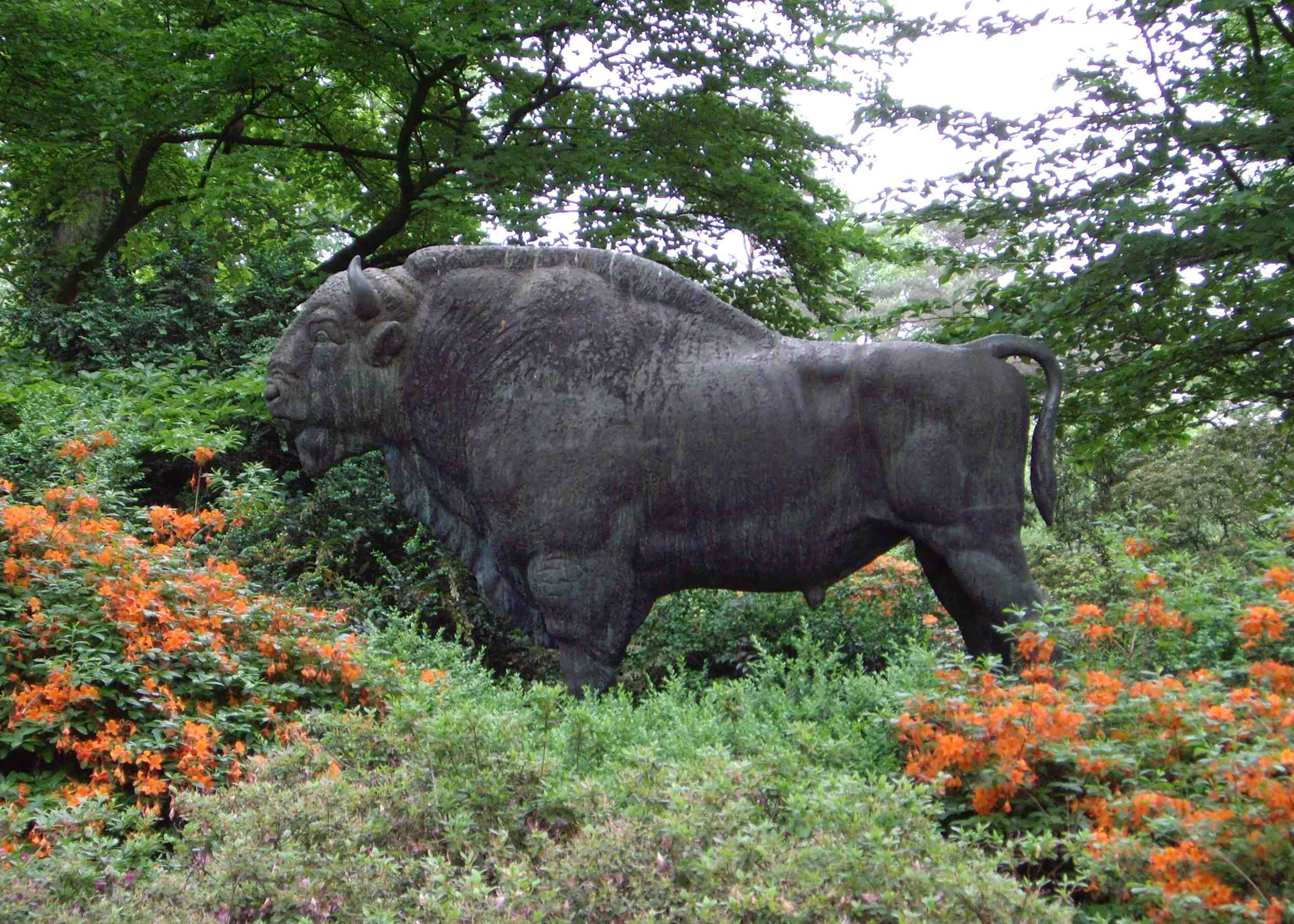
Wisent-Skulptur
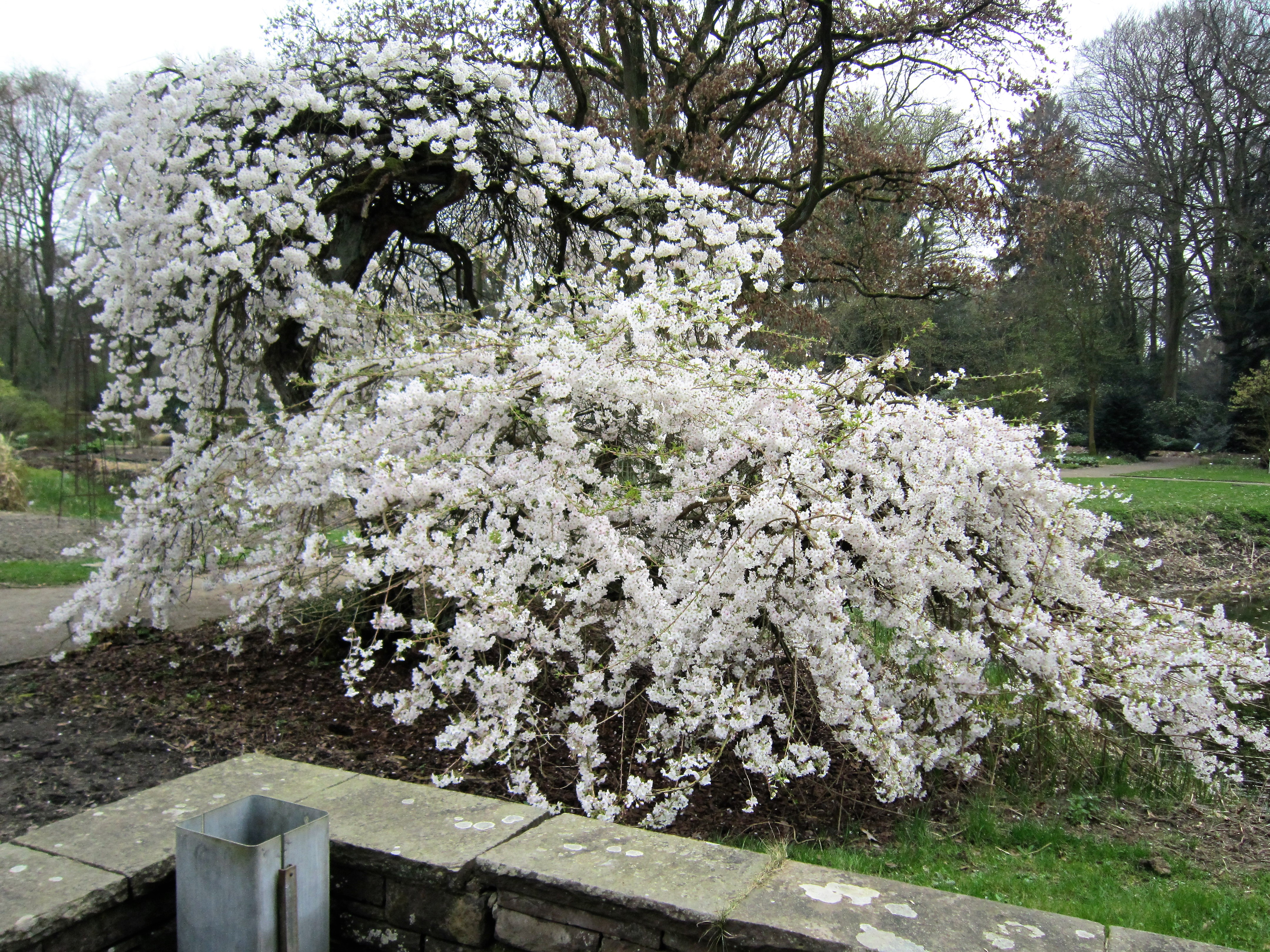
Magnolie Anfang April
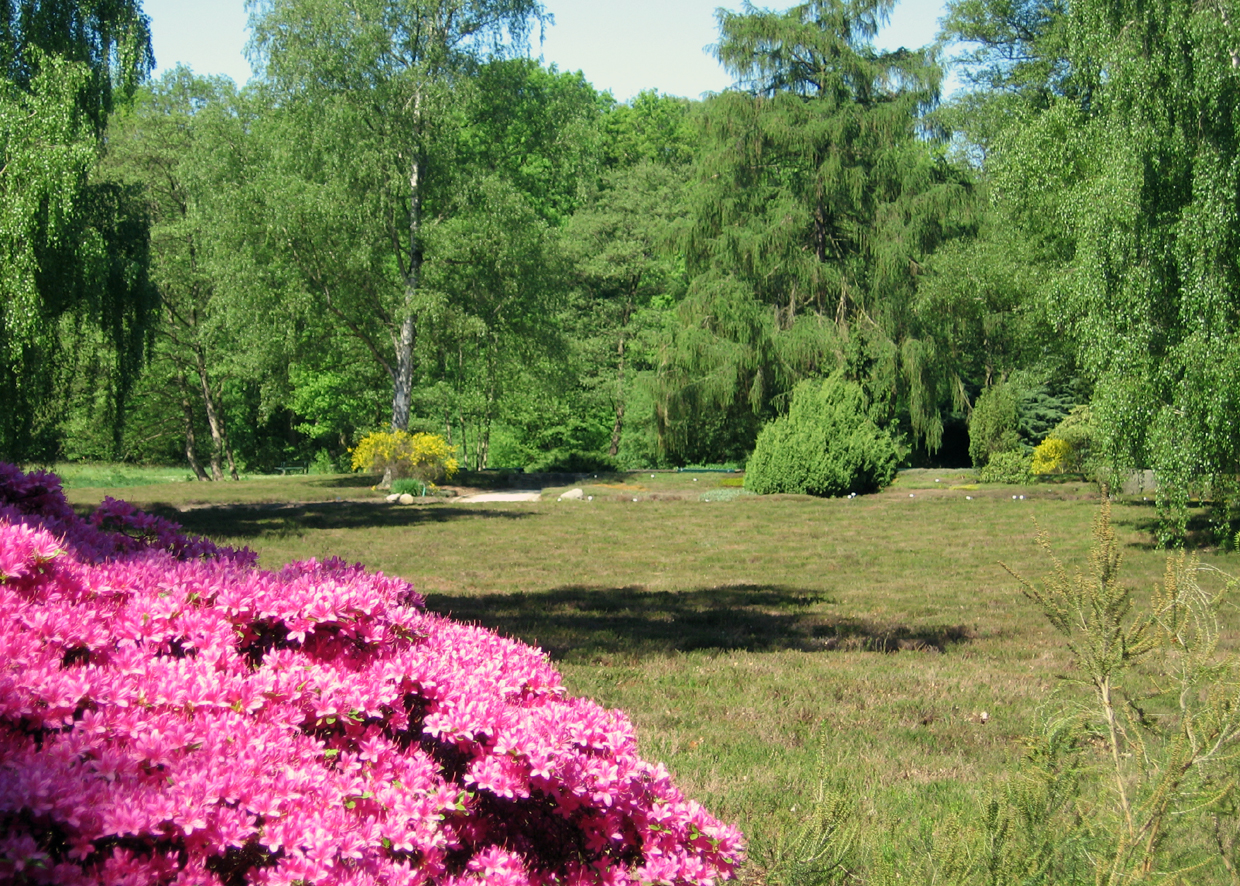
Heidegarten Anfang Mai
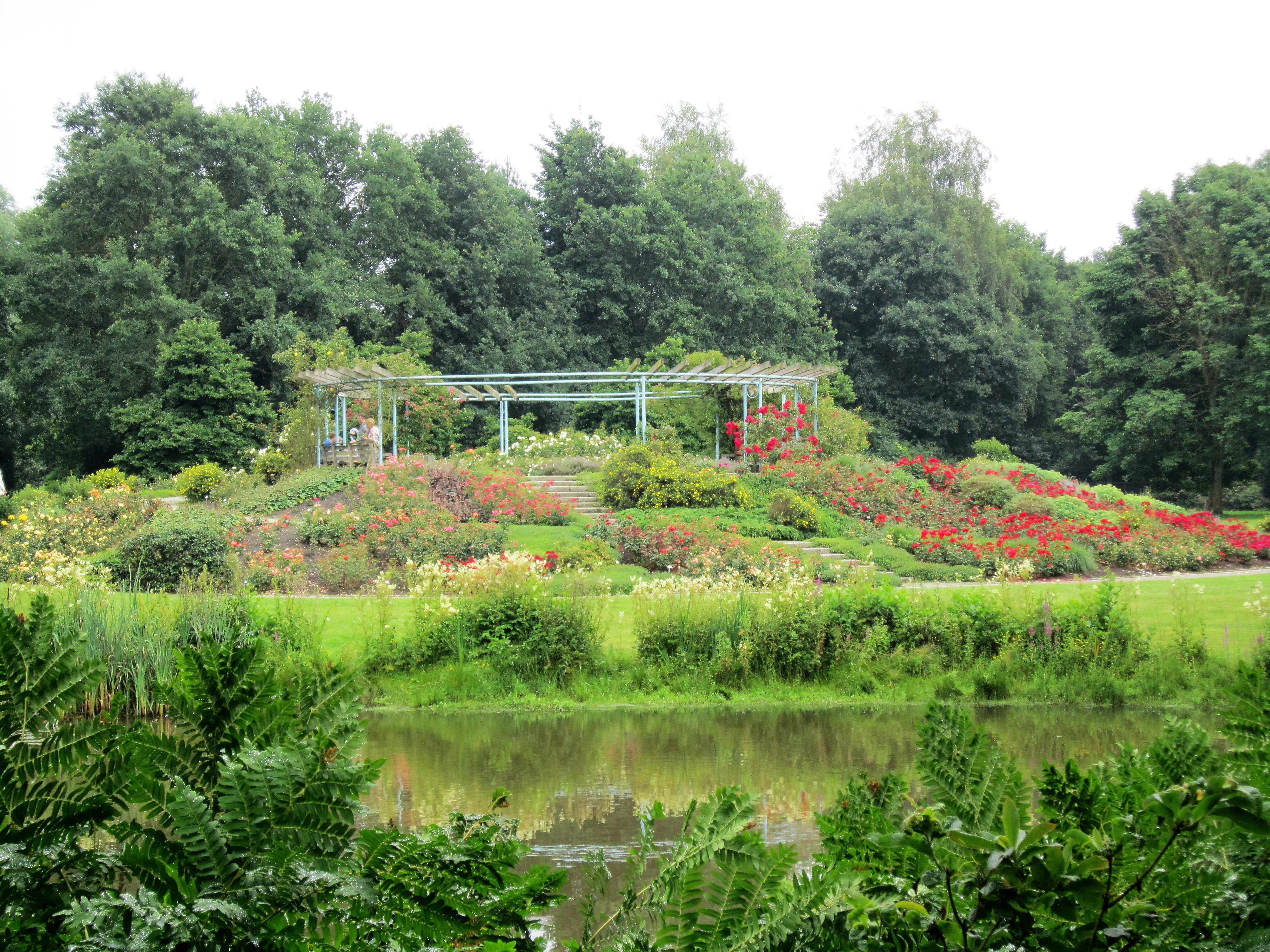
Rosengarten Mitte Juli
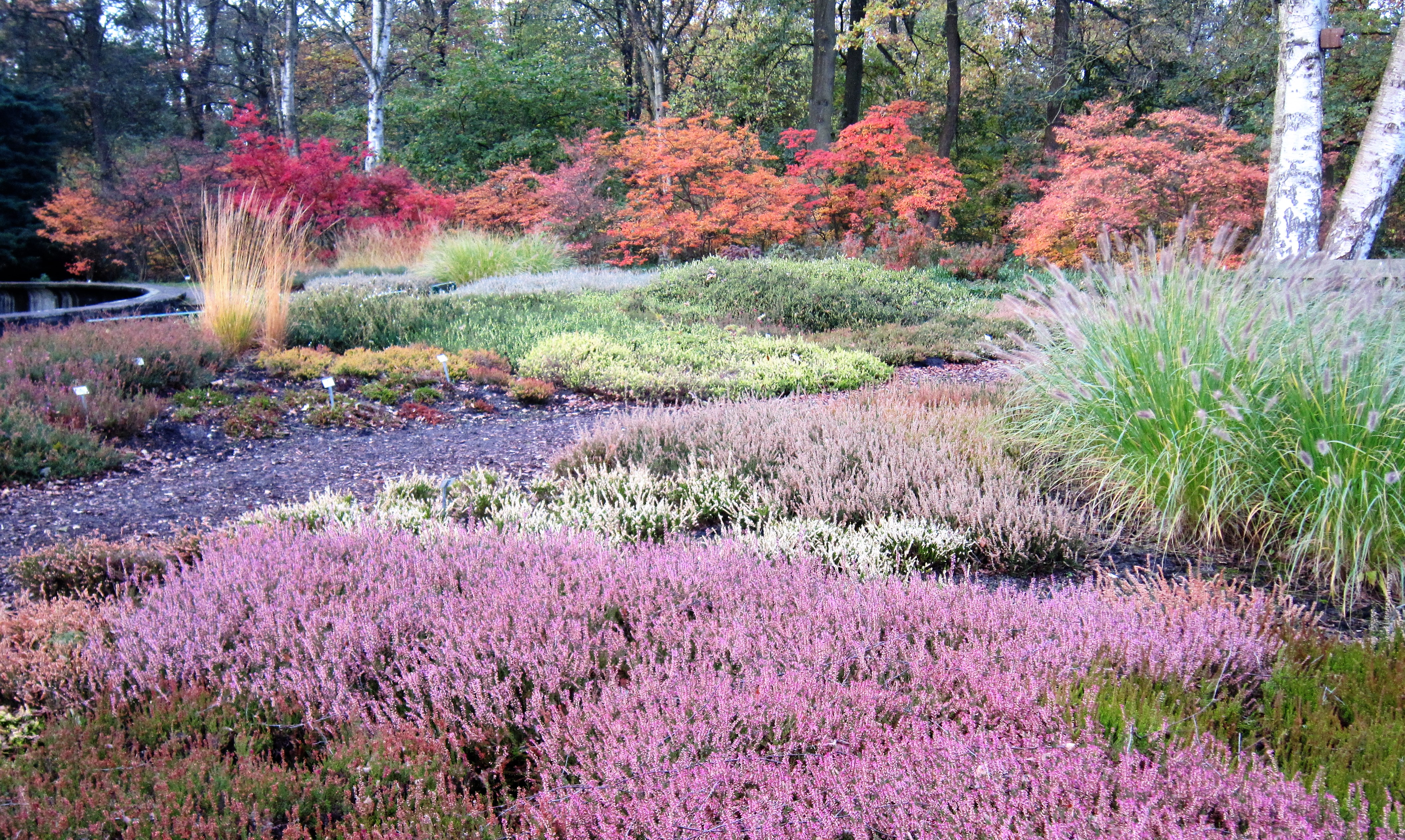
Heidegarten Anfang November